# Почесні громадяни Вінниці
Нижче наведений список осіб, яким присвоєне звання «Почесний громадянин міста Вінниці»

## Почесні громадяни
1. Гагарін Юрій Олексійович (1934–1968) — Герой Радянського Союзу, перший у світі льотчик-космонавт.
2. Бевз Іван Васильович (1903–1943) — Герой Радянського Союзу, керівник Вінницької міської підпільної комуністичної організації в період Німецько-радянської війни.
3. Белканія Север'ян Павлович (1914–1998) — заслужений лікар України, доцент медичного університету, учасник радянського партизанського руху на Вінниччині.
4. Береговий Георгій Тимофійович (1921–1995) — двічі Герой Радянського Союзу, льотчик-космонавт СРСР, генерал-лейтенант авіації, заслужений випробувач СРСР. Брав участь у боях за Вінницю.
5. Каманін Микола Петрович (1903–1983) — Герой Радянського Союзу, командир 5-го Вінницького Червонопрапорного орденів Суворова і Богдана Хмельницького Гвардійського авіаційного штурмового корпусу.
6. Москаленко Кирило Семенович (1902–1985) — двічі Герой Радянського Союзу, Маршал Радянського Союзу, командувач 38-ю армією, що брала участь у визволенні Вінниці.
7. Павлоцька Ксенія Тимофіївна (1905–1985) — колишній секретар міського комітету Комуністичної партії України, активна учасниця післявоєнної відбудови Вінниці.
8. Ратушна Лариса Степанівна (1921–1944) — Герой Радянського Союзу, учасниця радянського підпільного руху на Вінниччині під час Німецько-радянської війни.
9. Арабей Павло Григорович (1901–1985) — генерал-майор, командир 241-ї Вінницької орденів Червоної Зірки і Богдана Хмельницького дивізії.
10. Павлов Іван Григорович (1918—2016[1]) — учасник визволення Вінниці в ході німецько-радянської війни.
11. Шлапак Яків Лукич (1918–1994) — учасник визволення Вінниці в ході німецько-радянської війни.
12. Верещагін Федір Григорович (1910–1996) — народний артист СРСР, головний режисер Вінницького обласного музично-драматичного театру ім. М. Садовського.
13. Юр'єва Марія Михайлівна (1920—2013) — учасниця визволення Червоною Армією України в ході німецько-радянської війни.
14. Фокін Олександр Кузьмич (1919–2001) — пілот-винищувач 5-го Вінницького Червонопрапорного орденів Суворова та Богдана Хмельницького Гвардійського авіаційного штурмового корпусу, учасник визволення Вінниці в ході німецько-радянської війни.
15. Піскляров Павло Костянтинович (1925—2011) — активний учасник післявоєнної відбудови народного господарства України, колишній генеральний директор ВО «Вінницяенерго».
16. Глазов Володимир Васильович (1920—2014) — учасник визволення України Червоною Армією в ході німецько-радянської війни, голова міської ради ветеранів війни, праці та Збройних сил.
17. Буренніков Анатолій Петрович (1921—2010) — учасник визволення Вінниччини в ході німецько-радянської війни.
18. Антонець Володимир Михайлович (1945—) — колишній заступник міністра оборони України, колишній командувач ВПС України.
19. Костюк Андрій Васильович (1920—2004) — Герой Радянського Союзу, учасник визволення України в ході німецько-радянської війни.
20. Волошин Олександр Власович (посмертно) (1934–1997) — колишній начальник Вінницького державного комунального підприємства «Трамвайно-тролейбусне управління», депутат міської ради.
21. Білик Василь Данилович (1923—2006) — доктор медичних наук, професор, заслужений працівник вищої школи, лауреат Державної премії України, колишній ректор Вінницького державного медуніверситету.
22. Митрополит Макарій (Леонід Микитович Свистун) (1938—2007) — митрополит Вінницький і Могилів-Подільський УПЦ МП.
23. Дворкіс Дмитро Володимирович (1945—) — колишній міський голова Вінниці.
24. Блащук Віктор Трохимович (1927—2011) — заслужений будівельник УРСР, лауреат Державної премії Ради Міністрів України.
25. Бровко Олексій Іванович (1930—2014) — заслужений працівник житлово-комунального господарства України.
26. Снісар Микола Григорович (1937—2011) — генеральний директор ЗАТ «Вінничанка», заслужений працівник легкої промисловості України.
27. Одноколов Володимир Семенович (посмертно)[2] (1928–1998) — голова виконкому міської ради.
28. Газінський Віталій Іванович[3] (1945—2019) — головний диригент Вінницького міського камерного хору «Вінниця», професор, народний артист України.
29. Гавриш Леонід Тарасович[4] (1946—2017) — голова спостережної ради ВАТ «Володарка», депутат обласної Ради, Заслужений працівник промисловості України.
30. Пасіхов Юрій Якович[5] (1956) — завідувач лабораторії інформаційних та комунікаційних технологій, заступник директора, вчитель фізики та інформатики вінницького фізико-математичного ліцею № 17, Народний вчитель України
31. Аксельрод Роман Борисович[6] (1956—) — заступник голови Вінницької обласної державної адміністрації, депутат Вінницької обласної ради, член виконавчого комітету Вінницької міської ради, заслужений працівник сфери послуг України
32. Ваховський Володимир Костянтинович (посмертно)[7] (1942-2013) — колишній заступник голови Вінницької облдержадміністрації, міський голова м. Вінниці (2000-2002); начальник Вінницької обласної служби «Укрінвестекспертиза», Заслужений будівельник України
33. Бронюк Віктор Володимирович[8] (1979) — український музикант, лідер та засновник гурту «ТіК», активний громадський діяч, голова Наглядової ради благодійного фонду «Подільська громада» та координатор волонтерського руху у підтримку вінницьких військових у зоні АТО
34. Панасюк Раїса Василівна (1973-2018) — урядова уповноважена з прав осіб з інвалідністю[9], голова правління громадської організації «Гармонія», ініціатор та засновник центру реабілітації «Гармонія».